# 60 mètres haies aux championnats d'Europe d'athlétisme en salle
Pour un article plus général, voir Championnats d'Europe d'athlétisme en salle.
Le 60 mètres haies fait partie des épreuves inscrites au programme des premiers Championnats d'Europe en salle (Jeux européens en salle de 1966 à 1969). 
Avec quatre médailles d'or, l'Allemand Thomas Munkelt et le Letton Igors Kazanovs sont les athlètes les plus titrés dans cette épreuve. Sa compatriote Karin Balzer  détient le record de victoires féminines avec 5 titres. 
Les records des championnats d'Europe en salle appartiennent chez les hommes au Britannique Colin Jackson (7 s 39 en 1994), et chez les femmes à la Suissesse Ditaji Kambundji (7 s 67 en 2025).

## Palmarès

### Hommes
| Édition                        | Or                            | Argent                        | Bronze                        |                         |
| Jeux européens en salle        | Jeux européens en salle       | Jeux européens en salle       | Jeux européens en salle       | Jeux européens en salle |
| ------------------------------ | ----------------------------- | ----------------------------- | ----------------------------- | ----------------------- |
| 1966                           | Eddy Ottoz (ITA)              | Michael Parker (GBR)          | Hinrich John (FRG)            |                         |
| 1967                           | Eddy Ottoz (ITA)              | Valentin Chistyakov (URS)     | Anatoliy Mikhailov (URS)      |                         |
| 1968                           | Eddy Ottoz (ITA)              | Günther Nickel (FRG)          | Milan Kotík (TCH)             |                         |
| 1969                           | Alan Pascoe (GBR)             | Werner Trzmiel (FRG)          | Nicolae Pertea (ROU)          |                         |
| Championnats d'Europe en salle |                               |                               |                               |                         |
| 1970                           | Günther Nickel (FRG)          | Frank Siebeck (GDR)           | Guy Drut (FRA)                |                         |
| 1971                           | Eckart Berkes (FRG)           | Aleksandr Demus (URS)         | Sergio Liani (ITA)            |                         |
| 1972                           | Guy Drut (FRA)                | Manfred Schumann (FRG)        | Anatoliy Moshiashvili (URS)   |                         |
| 1973                           | Frank Siebeck (GDR)           | Adam Galant (POL)             | Thomas Munkelt (GDR)          |                         |
| 1974                           | Anatoliy Moshiashvili (URS)   | Mirosław Wodzyński (POL)      | Frank Siebeck (GDR)           |                         |
| 1975                           | Leszek Wodzyński (POL)        | Frank Siebeck (GDR)           | Eduard Pereverzev (URS)       |                         |
| 1976                           | Viktor Myasnikov (URS)        | Berwyn Price (GBR)            | Zbigniew Jankowski (POL)      |                         |
| 1977                           | Thomas Munkelt (GDR)          | Viktor Myasnikov (URS)        | Arto Bryggare (FIN)           |                         |
| 1978                           | Thomas Munkelt (GDR)          | Vyacheslav Kulebyakin (URS)   | Giuseppe Buttari (ITA)        |                         |
| 1979                           | Thomas Munkelt (GDR)          | Arto Bryggare (FIN)           | Eduard Pereverzev (URS)       |                         |
| 1980                           | Yuriy Chervanyov (URS)        | Romuald Giegiel (POL)         | Javier Moracho (ESP)          |                         |
| 1981                           | Arto Bryggare (FIN)           | Javier Moracho (ESP)          | Guy Drut (FRA)                |                         |
| 1982                           | Aleksandr Puchkov (URS)       | Plamen Krastev (BUL)          | Karl-Werner Dönges (FRG)      |                         |
| 1983                           | Thomas Munkelt (GDR)          | Arto Bryggare (FIN)           | Andreas Oschkenat (GDR)       |                         |
| 1984                           | Romuald Giegiel (POL)         | György Bakos (HUN)            | Jiří Hudec (TCH)              |                         |
| 1985                           | György Bakos (HUN)            | Jiří Hudec (TCH)              | Vyacheslav Ustinov (URS)      |                         |
| 1986                           | Javier Moracho (ESP)          | Daniele Fontecchio (ITA)      | Holger Pohland (GDR)          |                         |
| 1987                           | Arto Bryggare (FIN)           | Colin Jackson (GBR)           | Nigel Walker (GBR)            |                         |
| 1988                           | Aleš Höffer (TCH)             | Jon Ridgeon (GBR)             | Carlos Sala (ESP)             |                         |
| 1989                           | Colin Jackson (GBR)           | Holger Pohland (GDR)          | Philippe Tourret (FRA)        |                         |
| 1990                           | Igors Kazanovs (URS)          | Tony Jarrett (GBR)            | Florian Schwarthoff (GER)     |                         |
| 1992                           | Igors Kazanovs (LAT)          | Tomasz Nagórka (POL)          | Jiří Hudec (TCH)              |                         |
| 1994                           | Colin Jackson (GBR)           | Gheorghe Boroi (ROU)          | Mike Fenner (GER)             |                         |
| 1996                           | Igors Kazanovs (LAT)          | Guntis Peders (LAT)           | Jonathan N'Senga (BEL)        |                         |
| 1998                           | Igors Kazanovs (LAT)          | Tomasz Ścigaczewski (POL)     | Mike Fenner (GER)             |                         |
| 2000                           | Staņislavs Olijars (LAT)      | Tony Jarrett (GBR)            | Tomasz Ścigaczewski (POL)     |                         |
| 2002                           | Colin Jackson (GBR)           | Elmar Lichtenegger (AUT)      | Staņislavs Olijars (LAT)      |                         |
| 2005                           | Ladji Doucouré (FRA)          | Felipe Vivancos (ESP)         | Robert Kronberg (SWE)         |                         |
| 2007                           | Gregory Sedoc (NED)           | Marcel van der Westen (NED)   | Jackson Quiñónez (ESP)        |                         |
| 2009                           | Ladji Doucouré (FRA)          | Gregory Sedoc (NED)           | Petr Svoboda (CZE)            |                         |
| 2011                           | Petr Svoboda (CZE)            | Garfield Darien (FRA)         | Adrien Deghelt (BEL)          |                         |
| 2013                           | Sergey Shubenkov (RUS)        | Paolo Dal Molin (ITA)         | Pascal Martinot-Lagarde (FRA) |                         |
| 2015                           | Pascal Martinot-Lagarde (FRA) | Dimitri Bascou (FRA)          | Wilhem Belocian (FRA)         |                         |
| 2017                           | Andy Pozzi (GBR)              | Pascal Martinot-Lagarde (FRA) | Petr Svoboda (CZE)            |                         |
| 2019                           | Milan Trajkovic (CYP)         | Pascal Martinot-Lagarde (FRA) | Aurel Manga (FRA)             |                         |
| 2021                           | Wilhem Belocian (FRA)         | Andrew Pozzi (GBR)            | Paolo Dal Molin (ITA)         |                         |
| 2023                           | Jason Joseph (SUI)            | Jakub Szymański (POL)         | Just Kwaou-Mathey (FRA)       |                         |
| 2025                           | Jakub Szymański (POL)         | Wilhem Belocian (FRA)         | Just Kwaou-Mathey (FRA)       |                         |

### Femmes
| Édition                        | Or                         | Argent                     | Bronze                                    |                         |
| Jeux européens en salle        | Jeux européens en salle    | Jeux européens en salle    | Jeux européens en salle                   | Jeux européens en salle |
| ------------------------------ | -------------------------- | -------------------------- | ----------------------------------------- | ----------------------- |
| 1966                           | Irina Press (URS)          | Gundula Diel (GDR)         | Inge Schell (FRG)                         |                         |
| 1967                           | Karin Balzer (GDR)         | Vlasta Seifertová (TCH)    | Inge Schell (FRG)                         |                         |
| 1968                           | Karin Balzer (GDR)         | Bärbel Weidlich (GDR)      | Liudmila Ievleva (URS)                    |                         |
| 1969                           | Karin Balzer (GDR)         | Meta Antenen (SUI)         | Christine Perera (GBR)                    |                         |
| Championnats d'Europe en salle |                            |                            |                                           |                         |
| 1970                           | Karin Balzer (GDR)         | Liya Khitrina (URS)        | Teresa Sukniewicz (POL)                   |                         |
| 1971                           | Karin Balzer (GDR)         | Annelie Ehrhardt (GDR)     | Teresa Sukniewicz (POL)                   |                         |
| 1972                           | Annelie Ehrhardt (GDR)     | Teresa Sukniewicz (POL)    | Grażyna Rabsztyn (POL) Meta Antenen (SUI) |                         |
| 1973                           | Annelie Ehrhardt (GDR)     | Valeria Bufanu (ROU)       | Teresa Nowak (POL)                        |                         |
| 1974                           | Annerose Fiedler (GDR)     | Grażyna Rabsztyn (POL)     | Meta Antenen (SUI)                        |                         |
| 1975                           | Grażyna Rabsztyn (POL)     | Annerose Fiedler (GDR)     | Tatyana Anisimova (URS)                   |                         |
| 1976                           | Grażyna Rabsztyn (POL)     | Natalya Lebedeva (URS)     | Bożena Nowakowska (POL)                   |                         |
| 1977                           | Lyubov Nikitenko (URS)     | Zofia Filip (POL)          | Rita Bottiglieri (ITA)                    |                         |
| 1978                           | Johanna Klier (GDR)        | Grażyna Rabsztyn (POL)     | Silvia Kempin (GDR)                       |                         |
| 1979                           | Danuta Perka (POL)         | Grażyna Rabsztyn (POL)     | Nina Morgulina (URS)                      |                         |
| 1980                           | Zofia Bielczyk (POL)       | Grażyna Rabsztyn (POL)     | Natalya Lebedeva (URS)                    |                         |
| 1981                           | Zofia Bielczyk (POL)       | Maria Kemenchezhi (URS)    | Tatyana Anisimova (URS)                   |                         |
| 1982                           | Kerstin Knabe (GDR)        | Bettine Gärtz (GDR)        | Yordanka Donkova (BUL)                    |                         |
| 1983                           | Bettine Jahn (GDR)         | Kerstin Knabe (GDR)        | Tatyana Malyuvanyets (URS)                |                         |
| 1984                           | Lucyna Kałek (POL)         | Vera Akimova (URS)         | Yordanka Donkova (BUL)                    |                         |
| 1985                           | Cornelia Oschkenat (GDR)   | Ginka Zagorcheva (BUL)     | Anne Piquereau (FRA)                      |                         |
| 1986                           | Cornelia Oschkenat (GDR)   | Anne Piquereau (FRA)       | Kerstin Knabe (GDR)                       |                         |
| 1987                           | Yordanka Donkova (BUL)     | Gloria Uibel (GDR)         | Ginka Zagorcheva (BUL)                    |                         |
| 1988                           | Cornelia Oschkenat (GDR)   | Marjan Olyslager (NED)     | Mihaela Pogacian (ROU)                    |                         |
| 1989                           | Yordanka Donkova (BUL)     | Ludmila Narozhilenko (URS) | Gabriele Lippe (FRG)                      |                         |
| 1990                           | Ludmila Narozhilenko (URS) | Monique Tourret (FRA)      | Mihaela Pogacian (ROU)                    |                         |
| 1992                           | Ludmila Narozhilenko (EUN) | Monique Ewanje-Epée (FRA)  | Yordanka Donkova (BUL)                    |                         |
| 1994                           | Yordanka Donkova (BUL)     | Eva Sokolova (RUS)         | Anne Piquereau (FRA)                      |                         |
| 1996                           | Patricia Girard (FRA)      | Brigita Bukovec (SVN)      | Monique Tourret (FRA)                     |                         |
| 1998                           | Patricia Girard (FRA)      | Svetlana Laukhova (RUS)    | Diane Allahgreen (GBR)                    |                         |
| 2000                           | Linda Ferga (FRA)          | Patricia Girard (FRA)      | Olena Krasovska (UKR)                     |                         |
| 2002                           | Linda Ferga (FRA)          | Kirsten Bolm (GER)         | Patricia Girard (FRA)                     |                         |
| 2005                           | Susanna Kallur (SWE)       | Jenny Kallur (SWE)         | Kirsten Bolm (GER)                        |                         |
| 2007                           | Susanna Kallur (SWE)       | Aleksandra Antonova (RUS)  | Kirsten Bolm (GER)                        |                         |
| 2009                           | Eline Berings (BEL)        | Lucie Škrobáková (CZE)     | Derval O'Rourke (IRL)                     |                         |
| 2011                           | Carolin Nytra (GER)        | Tiffany Ofili (GBR)        | Christina Vukicevic (NOR)                 |                         |
| 2013                           | Alina Talay (BLR)          | Veronica Borsi (ITA)       | Derval O'Rourke (IRL)                     |                         |
| 2015                           | Alina Talay (BLR)          | Lucy Hatton (GBR)          | Serita Solomon (GBR)                      |                         |
| 2017                           | Cindy Roleder (GER)        | Alina Talay (BLR)          | Pamela Dutkiewicz (GER)                   |                         |
| 2019                           | Nadine Visser (NED)        | Cindy Roleder (GER)        | Elvira Herman (BLR)                       |                         |
| 2021                           | Nadine Visser (NED)        | Cindy Sember (GBR)         | Tiffany Porter (GBR)                      |                         |
| 2023                           | Reetta Hurske (FIN)        | Nadine Visser (NED)        | Ditaji Kambundji (SUI)                    |                         |
| 2025                           | Ditaji Kambundji (SUI)     | Nadine Visser (NED)        | Pia Skrzyszowska (POL)                    |                         |